# Obuzier de munte calibru 98 mm model 1995
Obuzierul de munte "Bucegi", calibrul 98 mm, model 1995 este un obuzier ușor destinat subunităților de artilerie ale brigăzilor de vânători de munte, de infanterie sau parașutiști care acționează în zonele muntoase.

## Proiectare
Dezvoltarea obuzierului a început la mijlocul anilor 1980, prototipul fiind gata în 1988. Piesa de artilerie a fost fabricată la uzinele Reșița, având deja experiența proiectării și fabricării tunului de munte "Jerry" de calibrul 76 mm model 1982. Inițial, calibrul era de 100 mm, însă a fost redus la 98 mm după 1990 pentru a evita limitele impuse de Tratatul cu privire la Forțele Armate Convenționale în Europa. Acest tratat prevedea limitarea pieselor de artilerie pentru România la maxim 1475 de tunuri de calibrul 100 mm sau mai mare. Din cauza problemelor economice de la începutul anilor 1990, obuzierul de munte a intrat în dotare la 31 ianuarie 1995. Obuzierul de munte "Bucegi" urma să înlocuiască obuzierele Skoda de calibru 100 mm, depășite moral și fizic. Aceste obuziere (Skoda de calibrul 100 mm) au fost retrase din uz la începutul anilor 1980 din cauza uzurii, fiind din timpul celui de-al Doilea Război Mondial.

## Descriere
Obuzierul Bucegi este proiectat special pentru luptele montane. Sistemul de ochire este amplasat în partea stângă, pentru a facilita tragerile prin ochire directă. Fălcelele sunt rabatabile pentru o mobilitate mai mare. A treia roată este fixată după ridicarea fălcelelor din spate la 180°. Piesa de artilerie poate fi tractată de camionul DAC (4×4 sau 6×6), hipo cu 2 cai sau cu ajutorul a 3 cărucioare (demontată). Viteza maximă de tractare este de 60 km/h pe șosea, 30 km/h pe teren frământat și 5 km/h hipo. În cazul tractării moto și hipo nedemontat, obuzierul este gata în 1-2 minute, iar în cazul tractării pe bucăți, demontarea-remontarea durează maxim 10 minute. Obuzierul poate executa trageri cu fălcelele scurte la distanță mică și cu fălcelele lungi la distanțe mai mari. Câmpul de tragere vertical este de -5° și +70°. Câmpul de tragere orizontal este de 40° (23° dreapta, 17° stânga). Închizătorul este de tip pană orizontală semiautomată. Echipajul este de 8 artileriști. Amprenta la sol este de 2500 kgf/cm2. 
Obuzierul de munte este încă în oferta de export a producătorului și poate fi livrat cu calibrul standard de 100 mm sau cel atipic de 98 mm. Pentru varianta de 98 mm sunt disponibile doar lovituri explozive, iar pentru varianta de 100 mm sunt disponibile în plus și proiectile perforante trasoare, proiectile cumulative, fumigene și de iluminare.

## Utilizare
- Forțele Terestre Române - obuzierele de munte "Bucegi" au fost retrase din uz la începutul anilor 2000. În anul 2008, 164 de exemplare erau în depozitele armatei.[4]